# 核磁気共鳴

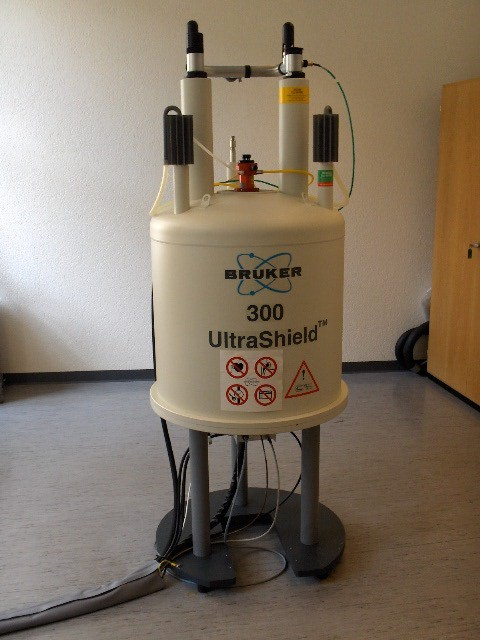
プロトン共鳴周波数 300 MHz の 超伝導マグネット

核磁気共鳴（かくじききょうめい、英: nuclear magnetic resonance、NMR）
は外部静磁場に置かれた原子核が固有の周波数の電磁波と相互作用する現象である。

## 概略
原子番号と質量数の少なくとも一方が奇数である原子核は0でない核スピン量子数 I と磁気双極子モーメントを持ち、その原子核は小さな磁石と見なすことができる。磁石に対して静磁場をかけると磁石は磁場ベクトルの周りを一定の周波数で歳差運動する。原子核も同様に磁気双極子モーメントが歳差運動を行なう。この原子核の磁気双極子モーメントの歳差運動の周波数はラーモア周波数と呼ばれる。この原子核に対してラーモア周波数と同じ周波数で回転する回転磁場（電磁波）をかけると磁場と原子核の間に共鳴が起こる。この共鳴現象が核磁気共鳴と呼ばれる。
磁場中に置かれた原子核はゼーマン効果によって 2I + 1 個のエネルギー状態をとり、それらのエネルギー差の大きさは一定で、磁場の強度に比例する。このエネルギー差の大きさはちょうどラーモア周波数と等しい周波数を持つ光子のエネルギーと一致する。そのため、共鳴時には電磁波の共鳴吸収あるいは放出が強く生じるので、共鳴現象を検知することができる。

## 応用
核磁気共鳴分光法核磁気共鳴は発見当初は原子核の内部構造を研究するための実験的手段と考えられていた。しかし、後に原子核のラーモア周波数がその原子の化学結合状態などによってわずかながらも変化すること（化学シフト）が発見された。これにより核磁気共鳴を物質の分析、同定の手段として用いることが考案された。このように核磁気共鳴によるスペクトルを得る分光法を核磁気共鳴分光法と呼ぶ。核磁気共鳴分光法のことも単にNMRと略称する。
核磁気共鳴画像法 (MRI)核磁気共鳴において共鳴の緩和時間はその原子核の属する分子の運動状態を反映する。生体を構成している主な分子は水であるが、水分子の運動はその水分子が体液内のものか臓器内のものかによって異なる。よってこれを利用して体内の臓器の形状を知ることが可能である。これをコンピュータ断層撮影法に応用した方法が核磁気共鳴画像法 (MRI) である。
量子コンピュータ量子コンピュータの実現方法の一つとして、核磁気共鳴を用いるものが提案されている。量子ビットには原子核スピンを用いる。

## 歴史
- 1936年 コルネリウス・ゴルテルがミョウバンとフッ化リチウムの結晶を用いてNMR信号の検出を試みるが失敗[1]。
- 1938年 イシドール・ラビが塩化リチウムの分子線を用いてNMR信号を検出することに成功[2][3]（1944年ノーベル物理学賞受賞）。
- 1942年 コルネリウス・ゴルテルが論文中で初めてNuclear Magnetic Resonanceの言葉を使用した。
- 1946年 エドワード・パーセルがパラフィン、フェリックス・ブロッホが硝酸鉄(III) 水溶液を用いて凝縮系のNMR信号を検出することに成功（1952年ノーベル物理学賞受賞）。
- 1948年 Russell H. Varianが自由誘導減衰信号の検出について記述した特許 "Method and means for correlating nuclear properties of atoms and magnetic fields" を出願した[4]。同時期日本国内でも大阪大学の菊池正士や東北大学科学計測研究所の岡村俊彦、東京大学理工学研究所の熊谷寛夫等、複数のグループにより先駆的な試みが模索されていた[5][6][7][8]。
- 1950年 硝酸アンモニウムの窒素のNMR信号が2つの周波数を持つこと、すなわち化学シフトが発見される。すぐに水素やフッ素でも化学シフトが発見された。また、六フッ化アンチモン酸ナトリウムのアンチモンのNMR信号が分裂していることも発見された。これはスピン結合（核間相互作用）の発見である。これらはNMR分光法の端緒となった。
- 1950年 電気通信大学の藤原鎮男と林昭一が日本初のNMR信号を検出した[9][10]。
- 1950年 アーウィン・ハーンがスピンエコー法を発見。
- 1953年 アルバート・オーバーハウザーがオーバーハウザー効果を理論的に予測。すぐに効果の実在が確認され、NMR分光法の感度向上や立体配置の決定に利用されるようになった。
- 1954年 久保亮五、冨田和久らにより線形応答理論に基づいたフーリエ変換NMRの基礎理論が提唱された[11]。
- 1956年 ウェストン・アンダーソンが多量子遷移の観測に成功。同年、Russell H. Varianがフーリエ変換NMRの概念について記述した特許 "Gyromagnetic resonance methods and apparatus" を出願した[12]。
- 1957年 フッ化カルシウムを用いてフーリエ変換NMRがはじめて測定された。
- 1958年 レイモンド・アンドリューがマジック角回転法を提唱。高分解能固体NMRの測定が可能となった。
- 1962年 スヴェン・ハートマンとアーウィン・ハーンがハートマン・ハーン効果を発見。
- 1965年 高速フーリエ変換 (FFT) のアルゴリズムが実用化される。
- 1966年 リヒャルト・エルンスト、レイモンド・アンドリューによりフーリエ変換NMR分光法が確立する（1991年にエルンストはノーベル化学賞受賞）。
- 1971年 ジーン・ジェーナー（英語版）が講演で2次元NMRのアイデアを提案する。
- 1976年 リヒャルト・エルンストが2次元NMRを測定する。
- 1983年 フランク・ヴァンデヴェンら、オーレ・ソレンセンらのグループにより直積演算子法が導入された。
- 1997年 クルト・ヴュートリッヒによりTROSYが提唱された。高分子の高分解能測定が可能となった（2002年ノーベル化学賞受賞）。

## 理論

静磁場（青色）と振動磁場（緑色）が加わったときの核スピン（赤色）の動きを回転座標系から見た図。

NMRの理論では、「共鳴現象」と「緩和現象」についての説明がなされる。
NMRの理論的な説明には、古典的なベクトルモデルによるものと、量子（統計）力学によるものがある。量子統計力学による説明のほうが扱える範囲は広い。たとえば2次元NMRなどの2量子コヒーレンスなどを用いた手法は量子力学によるものでないと扱えない。

### ベクトルモデル
ベクトルモデルとは、様々なスピン集団の中でただ一種類のスピン集団だけを問題にし、このスピン集団の振る舞いを「古典的な磁化ベクトルの動き」として考える方法である。ベクトルモデルで考えると、スピン集団の振る舞いが、一見すると1個のスピンのように表される。

#### ブロッホの方程式
フェリックス・ブロッホは現象論的な考察から、原子核が磁場中で作り出す磁化ベクトルの時間変化を以下の式で表現した。熱平衡状態の磁化の方向をz軸にとり、観測対象の原子核の磁気回転比をγ、かけられている磁場を{\displaystyle \mathbf {B} (t)}、時間tの磁化を{\displaystyle \mathbf {M} (t)={\big (}M_{x}(t),M_{y}(t),M_{z}(t){\big )}}、熱平衡状態の磁化を{\displaystyle M_{0}}とすると、
{\displaystyle {\frac {dM_{x}(t)}{dt}}=\gamma (\mathbf {M} (t)\times \mathbf {B} (t))_{x}-{\frac {M_{x}(t)}{T_{2}}}}
{\displaystyle {\frac {dM_{y}(t)}{dt}}=\gamma (\mathbf {M} (t)\times \mathbf {B} (t))_{y}-{\frac {M_{y}(t)}{T_{2}}}}
{\displaystyle {\frac {dM_{z}(t)}{dt}}=\gamma (\mathbf {M} (t)\times \mathbf {B} (t))_{z}-{\frac {M_{z}(t)-M_{0}}{T_{1}}}}
ここで下付き文字x,y,zはベクトルのx成分、y成分、z成分を表す。T1はz軸方向の磁化（縦磁化）の緩和（縦緩和）の時定数、T2はxy平面内の磁化（横磁化）の緩和（横緩和）の時定数である。これをブロッホの方程式という。
静磁場B0の元でこの方程式を解くと、磁化のxy平面内の成分は周波数γB0で歳差運動を行なうことがわかる。この周波数はラーモア周波数そのものである。
次にラーモア周波数と同じ周波数で回転している回転座標系からの観測について考える。この回転系ではラーモア周波数で回転する磁化ベクトルは静止して見える。つまり回転系ではラーモア歳差の原因となっている磁場B0が存在しないかのように見える。回転系で熱平衡状態の磁化ベクトルに対し、xy平面内で回転する磁場をかけることを考える。周波数がラーモア周波数以外の回転磁場をかけたとき、回転系から見ると回転磁場はラーモア周波数との差の周波数で回転しているように見える。この場合、ある方向に磁場がかかる場合とそれと逆方向に磁場がかかる機会は等しく存在する。これらの反対向きの磁場による磁化ベクトルの運動はおおよそ相殺されるため、磁化ベクトルは熱平衡状態のままほとんど変化しない。すなわち共鳴は起こらないことになる。一方、ラーモア周波数の回転磁場をかけたときには、回転系から見ると回転磁場はある軸(ここでは仮にx軸とする)上に静止して見える。このとき磁化ベクトルは回転系から見るとyz平面内を回転運動するように見える。磁化ベクトルがz軸上からどの程度回転するかは、回転磁場の強度およびその継続時間による。磁化ベクトルをz軸からn度回転させるような回転磁場はn度パルスと呼ばれる。磁化ベクトルがｚ軸から回転することによって生じた磁化のxy成分は慣性系から見ればラーモア周波数で歳差運動する。この歳差運動はコイルで誘導電流として検知することができる。これはFT-NMRの基本的な原理である。
なお実際のNMRの観測においては回転磁場の代わりに同じ周波数の振動磁場を用いる。振動磁場は逆方向に回転する2つの回転磁場の和と考えられ、核磁気共鳴を引き起こす回転磁場と逆方向に回転している磁場は共鳴にほとんど影響しないからである。

### 量子統計力学

#### 密度演算子の時間発展
NMRの観測は磁化ベクトルの変化を検出することによって行なう。磁化ベクトルは試料内の個々の核スピンから生じる磁気双極子モーメントの総和である。よってNMRは理論的には核スピンの集団の磁場に対する応答として記述される。このような集団の状態は量子力学では密度演算子によって記述される。
密度演算子の時間発展を表す方程式はリウヴィル＝フォン・ノイマン方程式である。この方程式には注目しているスピン系とその周囲の環境（格子と呼ばれる）全体を記述する密度演算子が含まれている。しかし、通常NMRの挙動を解析するためには注目しているスピン系の情報さえ分かれば充分である。そこで次のような、スピン系のみの簡約化された密度演算子に対する変形したリウヴィル＝フォン・ノイマン方程式が用いられる（なお、ここでは式はNMR分野での慣用に従い、ディラック定数を省略してエネルギーを角周波数単位で表す方法を用いている）。
{\displaystyle {\frac {d}{dt}}\rho =-i\left[H,\rho \right]-\Gamma \left\{\rho -\rho _{0}\right\}.}
ここで、ρ はスピン系の密度演算子、H はスピン系のハミルトニアン、Γ は緩和を表す演算子、ρ0 は熱平衡状態のスピン系の密度演算子である。スピンの x 成分、y 成分、z 成分の統計的期待値は、Ix, Iy, Iz をそれぞれスピンの x, y, z 成分の演算子とすると、それぞれ ρ⋅Ix, ρ⋅Iy, ρ⋅Iz の行列表現のトレースに等しい。
{\displaystyle {\begin{aligned}\langle I_{x}\rangle &=\operatorname {Tr} \{\rho I_{x}\},\\\langle I_{y}\rangle &=\operatorname {Tr} \{\rho I_{y}\},\\\langle I_{z}\rangle &=\operatorname {Tr} \{\rho I_{z}\}.\\\end{aligned}}}
スピンにより生じる磁気双極子モーメントはスピンの期待値ベクトルと γ(h/2π) の積となる。さらに磁化ベクトルは磁気双極子モーメントと系内の核スピンの個数の積となる。

#### 相互作用ハミルトニアン
相互作用ハミルトニアンの具体的な形は、周囲に何も存在しない裸の核スピンがただ1つ存在する場合はゼーマン相互作用のみなので以下のように書ける。
{\displaystyle {\hat {H}}=-\gamma I\cdot B_{0}}
ここでIは核スピン演算子である。
実際には周囲の電子や他のスピンとの相互作用の結果、相互作用ハミルトニアンにはさらに化学シフト項、スピン結合項、磁気双極子相互作用項、核四極子相互作用項などが付け加わる。以下にそれらの原因となる相互作用を示す。

##### 化学シフト
原子核の周りには通常は電子が運動している。運動している電子は磁場を作り出すため、これにより原子核のラーモア周波数は影響を受ける。原子核の周りの電子の状態はその原子がどのような化学結合をしているのかに影響を受ける。そのため、その原子が構成している物質の違いによってラーモア周波数も異なる。この物質によるラーモア周波数の違いを化学シフト（ケミカルシフト）という。
ハミルトニアンの化学シフト項は以下のように表せる。
{\displaystyle {\hat {H}}=\gamma I\cdot \sigma \cdot \mathbf {B} _{0}}
ここで、σは化学シフトテンソルあるいは遮蔽テンソルと呼ばれる。このときのラーモア周波数は以下のようになる。
{\displaystyle \gamma B_{0}\left\{\left[(1-\sigma _{x}x)\alpha _{x}\right]^{2}+\left[(1-\sigma _{y}y)\alpha _{y}\right]^{2}+\left[(1-\sigma _{z}z)\alpha _{z}\right]^{2}\right\}^{\frac {1}{2}}}
ここでσxx、σyy、σzzは化学シフトテンソルの主値、αx、αy、αzは主軸から見た静磁場B0の方向余弦である。
観測している原子核が充分に速く等方的に運動している場合には、化学シフトテンソルは平均化されてスカラーσで表すことができる。これを遮蔽定数という。このときのラーモア周波数は以下のようになる。
{\displaystyle \gamma (1-\sigma )B_{0}}
いずれの場合もラーモア周波数は静磁場B0に比例する。化学シフトの値を議論する場合には、この磁場依存性をなくすためにラーモア周波数をγB0で割った無次元数を利用することが多い。

###### 常磁性項と反磁性項
遮蔽定数σは反磁性項σdと常磁性項σpの和で表される。
{\displaystyle \sigma =\sigma _{d}+\sigma _{p}}
反磁性項は電子のローレンツ力による回転運動により磁場が打ち消される（遮蔽）効果である。例えばs軌道の電子は磁場が存在しない状態では軌道角運動量が0である。しかし、ここに磁場をかけるとローレンツ力により軌道角運動量を持つようになる。この新たに生じた軌道角運動量により作り出される磁場が遮蔽をもたらす。
一方、常磁性項は磁場がかかったことによって電子の軌道が歪み、励起状態が混合することによって生じる項である。例えば電子のpx軌道は軌道角運動量l=±1の軌道が混合して作られている。磁場が無い場合にはこの2つの軌道は縮退しているために混合比も1:1であり結果としてpx軌道の軌道角運動量はクエンチされており0である。しかし磁場がかかると軌道の縮退が破れる。このとき、より安定化されるのは原子核の位置にかけられた磁場と同じ向きに磁場を生じるような軌道角運動量を持つ方の軌道である。軌道の混合比もより安定な軌道の寄与が大きくなるため、磁場を強める効果（脱遮蔽）をもたらす。
荒い近似では反磁性項は核からの電子の平均距離に反比例し、常磁性項は基底状態と混合する励起状態とのエネルギーに反比例し、電子の平均距離の3乗に反比例する。
{\displaystyle \sigma _{d}\propto {\frac {1}{r}}}
{\displaystyle \sigma _{p}\propto {\frac {1}{\Delta E}}{\frac {1}{r^{3}}}}
おおまかには原子番号が大きいほど基底状態と励起状態のエネルギー差が小さいため、常磁性項の寄与が大きくなる。また、電子の平均距離は周期表の同じ周期に属する元素では原子番号が大きいものほど核電荷の増加により、小さくなり、やはり常磁性項の寄与が大きくなる。一般に反磁性項よりも常磁性項の大きさが上回り、常磁性項の寄与が大きくなるほど化学シフトの範囲も広くなる。プロトンでは化学シフトは高々20ppmの範囲に収まるが、鉛のような重原子では9000ppm程度まで大きくなる。
例えばプロトンでは、原子核の周囲を回転する電子が1つしかないため、反磁性項、常磁性項いずれの値も小さい。その結果、離れた場所に存在する電子の作り出す磁場が化学シフトに大きな影響を与える。特に分子内の電子が回転運動しやすい状態になっている場合、化学シフトが大きく変化する。代表的な例が芳香環を含む化合物のプロトンの化学シフトである。芳香環では環状にπ電子が非局在化しているため、電子の回転運動が容易な状態となっている。そのため、芳香族化合物に磁場をかけると環に沿って電子が回転運動する環電流が誘起される。環電流は環の平面内には大きな脱遮蔽効果を、環の鉛直方向には大きな遮蔽効果を生じる。また、溶媒の種類への化学シフトの依存性もプロトンが特に大きい。

##### スピン結合（スピンカップリング）
スピン結合（スピンカップリング）は2つの核スピンI,Sが相互作用する結果、それぞれのラーモア周波数が相手の核スピン量子数に応じて変化する現象である。ハミルトニアンのスピン結合項は以下のように表される。
{\displaystyle {\hat {H}}=2\pi I\cdot J\cdot S}
この式のIとSはそれぞれの核のスピン演算子であり、J はスピン結合テンソルと呼ばれる。化学シフトテンソルと同じく観測している原子核が充分に速く等方的に運動しているときにはスカラー J で表すことができる。この J は周波数の次元を持ち、結合定数（カップリング定数）と呼ばれる。スピン結合は一般的に J で表されることからJ結合、またスカラーで表せることからスカラー結合と呼ばれる場合もある。
あるスピンIが、スピン量子数のz方向成分mzのスピンSと結合定数 J で結合しており、そのラーモア周波数の差が J よりもずっと大きい（弱いスピン結合）場合、スピンIのラーモア周波数は mzJ だけ変化する。スピンSのスピン量子数をmとすると、スピン量子数のz方向成分は-m, -m+1, …, m-1, mの2m+1個の値をとりうる。そのため、NMRにおいては J ずつ異なる2m+1個のラーモア周波数での共鳴が観測されることになる。スピンIが複数のスピンS1、スピンS2と結合していれば、スピンS1によって分裂した共鳴線がさらにスピンS2によって分裂することになる。スピンS1、スピンS2に対する J の値が等しい場合には、分裂した共鳴線が重なりあうため、周波数順に1:2:…:2m+1:…:2:1という特徴のある共鳴線の強度のパターンが現れる。ラーモア周波数の差が J と同程度である（強いスピン結合）場合、共鳴線の分裂は複雑になる場合が多い。また、ラーモア周波数の差がない場合、スピン結合自体は存在しても共鳴線の分裂は起こらない。
スピン結合は核スピン同士の直接の磁気的な相互作用によるものではない。磁気双極子相互作用によるスペクトルへの影響は原子が等方的な運動を行なっている場合には消失してしまうが、スピン結合はそうならない。スピン結合は結合電子を媒介にしたスピン同士の相互作用に起因する。媒介は電子のスピン角運動量か軌道角運動量を通じて行なわれる。原子I、原子S間の化学結合を構成する電子のスピン波動関数はα(I)β(S) - β(I)α(S)のように2つの状態の混合で表される。このとき原子Iおよび原子Sにαの電子がある確率と、βの電子がある確率は等しい。そのため、それぞれのスピンI,Sに及ぼされる電子スピンによる正味の磁場は0である。ここで原子Iにスピンがあることを考慮に入れる。もしIが同じ向きのスピンを持つ電子がIにある方が安定化するならば、Iがαの場合には波動関数のα(I)β(S)の項の比率が増加し、β(I)α(S)の項の比率が減少する。こうすると原子Sにはβスピンが存在する確率が増加する。その結果、原子Iにはαスピンの電子が作りだす磁場が、原子Sにはβスピンの電子が作り出す磁場が生じることになる。逆にIがβの場合には原子Iにはβスピンの電子が作りだす磁場が、原子Sにはαスピンの電子が作り出す磁場が生じる。この結果、それぞれ原子Iと原子Sには2種類のラーモア周波数を持つものができることになる。
核スピンと電子スピンの間の相互作用には二種類がある。一つは磁気双極子相互作用によるものである。もう一つはフェルミの接触相互作用と呼ばれる機構である。フェルミの接触相互作用の大きさは原子核の位置での電子の存在確率に比例する。原子核の位置で波動関数が0でないのはs軌道だけである。そのため結合電子のs電子性が高い場合、特にプロトンについて重要な機構である。核スピンと電子の軌道角運動量の間にも化学シフトの常磁性項と同じような機構での相互作用が考えられ、スピン結合の原因となる。これはs電子以外の電子で重要な機構である。このモデルから分かるとおり、スピン結合には外部磁場の存在は関係ない。ハミルトニアンに静磁場B0が含まれていないのもこのためである。よってスピン結合による分裂幅は静磁場の強度には依存しない。そのため化学シフトとは異なり、スピン結合の値を議論する場合には周波数の観測値をそのまま用いる。
結合定数 J の符号はラーモア周波数の測定からは知ることができないが、緩和現象などを利用して測定がされている。H-NMR においては、ほとんどの場合ジェミナル水素の結合は正、ビシナル水素の結合は負の値を持つことが知られている。

##### 磁気双極子相互作用
磁気双極子相互作用 は2つの核スピンI,Sが直接磁気双極子として相互作用するものである。磁気双極子相互作用のハミルトニアンは以下のように表される。
{\displaystyle {\hat {H}}={\frac {\mu _{0}\gamma _{I}\gamma _{S}\hbar ^{2}}{4\pi r^{3}}}\left[I\cdot S-{\frac {3}{r^{2}}}(I\cdot r)(S\cdot r)\right]=I\cdot D\cdot S}
ここでμ0は真空の透磁率、rはスピンIとSの間を結ぶベクトル、Dは磁気双極子相互作用テンソルである。この相互作用の大きさは化学シフトやスピン結合に比べてはるかに大きい。しかし、磁気双極子相互作用テンソルのトレースは0であるので、この相互作用は観測している原子核が充分に速く等方的に運動しているときには平均化されてラーモア周波数への影響は0となる。一方、固体の通常測定においてはその相互作用の大きさからスペクトルの形を支配する。磁気双極子相互作用による共鳴線の分裂幅はベクトルrと静磁場のなす角度θに対して、3cos2θ-1;に比例する。そのため、角度θの平均値を測定の間3cos2θ-1=0と保つようにすれば固体の測定でも磁気双極子相互作用による分裂を消去できる。これがマジックアングルスピニング法 (MAS法) である。
一方、磁気双極子相互作用はほとんどの場合に緩和の機構として主要なものである。

##### 核四極子相互作用
核四極子相互作用 は1以上の核スピン量子数を持つ原子核に存在する相互作用である。
実際の原子核は点ではなく空間的な拡がりを持ち、しかもその電荷の拡がりは常に球対称とは限らない。よって1以上の核スピン量子数を持つ原子核は電気四極子モーメントを持つ。電気四極子モーメントを持つ核が、電場勾配のある環境に置かれている場合、核の向きによってエネルギーが変わるため、エネルギー準位の分裂が起こる。核四極子相互作用とは、原子核を取り巻く電子が作る電場と、球対称ではない原子核との静電相互作用のうち、核の向きによって変化する部分のことである。
NMRと同様に共鳴吸収現象を観測することができ、これは核四極子共鳴 (Nuclear Quadrupole Resonance, NQR) と呼ばれる。
核四極子相互作用のハミルトニアンは以下のように表される。
{\displaystyle {\hat {H}}={\frac {eq}{2m(2m-1)}}I\cdot V\cdot I=I\cdot Q\cdot I}
ここでeは電気素量、qは核四極子モーメント、Vは電場勾配テンソル、Qは核四極子相互作用テンソルである。
核四極子相互作用テンソルのトレースは0であるので、この相互作用は観測している原子核が充分に速く等方的に運動しているときには平均化されてラーモア周波数への影響は0となる。従ってNQRの観測も固体中に限定される。
核四極子相互作用の大きさは、対称性のない物質（=物質内の電場勾配が大きい）では他の相互作用よりも圧倒的に大きい。そのため四極子モーメントを持つ核では、その緩和はほとんど核四極子相互作用に支配される。

### コヒーレンス
xy面内に観測可能なマクロの大きさの磁化ベクトルが生じるのは、核スピンの波動関数がα + βのように複数のスピン状態が混合している形で表され、かつ核スピンの集合全体が同じスピン状態を持っている（個々の核スピンの波動関数がコヒーレントな状態である）場合に限られる。核スピンの波動関数のこのような状態をコヒーレンスという。
コヒーレンスがあることとxy面内に磁化ベクトルが存在することは等価ではない。例えば2つのスピンを含む系において波動関数がαα + ββというような状態でコヒーレントになっている場合、xy面内に磁化ベクトルは存在しない。xy面内に磁化ベクトルが生じるのは全スピン量子数が1だけことなる状態のコヒーレンス（一量子コヒーレンス）のみである。αα + ββのような二量子コヒーレンスやαβ + βαのようなゼロ量子コヒーレンスは磁化ベクトルを生じない。熱平衡状態にあるスピン系に単一の回転磁場パルスを与えると、まず一量子コヒーレンスが生じる。この後、適切なタイミングで適切なパルスを与えることで二量子コヒーレンスやゼロ量子コヒーレンスを生じさせることができる。
一量子コヒーレンス以外のコヒーレンスは直接観測することはできないが、適切なタイミングで適切なパルスを与えることによって一量子コヒーレンスに変換することができ、この一量子コヒーレンスの磁化ベクトルとして間接的に検出することができる。特定の相互作用を持つスピン系のみを観測しようとする測定手法は、特定のコヒーレンスを経由して発生した磁化ベクトルのみを観測するようにしている。このようなコヒーレンスの選別には磁場勾配パルスや位相サイクルといった手法が利用される。

### 緩和
NMRにおける緩和とは電磁波を受けることによって励起された核がエネルギーを放出して基底状態に戻ること、あるいは核スピンのコヒーレンスが消失することである。緩和の原因となるのは周囲の電子や原子核の持つ磁気双極子モーメントや電気四極子モーメントである。これらから受ける磁場が分子のブラウン運動や結合の回転によって変化する。この不規則な磁場の変動の中のエネルギー準位の差に相当する周波数成分によって状態間の遷移が起こり、緩和が起こる。
複数回の積算を行う場合には、緩和にかかる時間に注意が必要である。スピンが熱平衡状態に復帰していない状態で次の積算の測定が行なわれると、測定される磁化の強度が低下する。しかし、十分に緩和するのを待つよりも積算回数を稼ぐ方がS/N比の改善に効果的なこともある。またコヒーレンスが完全に消失していない場合、パルスの干渉が起こってスペクトルにノイズを生じさせる場合もある。
核自身の持つ電気四極子モーメントは緩和を著しく加速させる。スピン1/2の核は電気四極子モーメントを持たず緩和速度が小さいため、測定に長い時間が必要である。一方、緩和する前にさらにスピンを操作することができるため、これらの核に対しては様々な測定法が開発されている。そのため、核スピン1/2の1H、13C、15N、19F, 29Si、31Pといった核がNMRの測定の中心を占めている。逆に核スピン1以上の核は、一部の核を除けば緩和速度が著しく大きいため、時間とエネルギーの間の不確定性原理によりエネルギー準位に幅ができる。すなわちラーモア周波数に幅があるのでシグナルがブロードとなり分解能が低くなる。

#### 縦緩和
縦緩和はスピン-格子緩和とも言い、磁化ベクトルのz成分（縦磁化）が熱平衡状態の値に復帰する緩和である。電磁波を照射することでエネルギーの高い準位に励起されたスピンが格子にエネルギーを放出しながらエネルギーの低い準位に戻る機構で起こる。この過程はランダム磁場の中のx成分やy成分のラーモア周波数と一致する成分を拾って起こる。縦緩和の時定数は T1 で表される。

#### 横緩和
横緩和はスピン-スピン緩和とも言い、磁化ベクトルのx, y成分（横磁化）が0に復帰する緩和である。この過程には2種類の機構が存在する。1つはスピンの位相がそろった状態から位相がバラバラの状態になる機構である。この過程はランダム磁場のz成分によって各スピンのラーモア周波数が揺らぐことで起こる。もう1つは準位間の遷移によって横磁化が失われる機構である。この過程は縦緩和と同じくランダム磁場の中のx成分やy成分のラーモア周波数と一致する成分を拾って起こる。横緩和の時定数は T2 で表される。
エントロピー的な要請から、T1 ≧ T2 となる。

#### 交差緩和
磁気双極子相互作用を持つ2つのスピンI,Sには2つのスピン量子数を同時に変化させるような緩和過程が存在する。このような過程を交差緩和という。交差緩和が起こるとエネルギー準位の占有数差が熱平衡状態よりも大きくなることがある。これが核オーバーハウザー効果である。

### 二次元NMR
NMRにおいては磁場パルスによってコヒーレンスを生成した後、さらに磁場パルスを当てることによりコヒーレンスをその核と相互作用のある核に移動させることができる。このことを利用してある原子と別の原子の間の相関を調べるのが二次元NMR分光法である。
二次元NMR においては測定したい相関に応じて、複数のパルスがある決められた順序、時間間隔で当てられる。この順序、時間間隔をパルスシークエンスと呼ぶ。どのパルスシークエンスも大体、準備期-展開期-混合期-検出期の4つの部分からなる。
1. 準備期: 相関を測定したい第1の核にコヒーレンスを生成させる（直接第1の核にパルスを照射してコヒーレンスを生成する場合は準備期は無い）
2. 展開期: 第1の核のコヒーレンスが時間発展する状態
3. 混合期: 第1の核と相互作用のある第2の核へコヒーレンスを移動させる（検出パルスにより直接第1の核から第2の核へ移動させる場合は混合期は無い）。このとき移動するコヒーレンスの大きさは展開期の長さと第1の核のラーモア周波数によって変化する。
4. 検出期: 第2の核からのFIDを測定する。FIDの強度は第1の核から移動したコヒーレンスの大きさに比例する。

展開期の時間の長さ（普通 t1 で表す）を変えていくと、検出期のFIDの強度が第1の核のラーモア周波数で振動する。FID をフーリエ変換した後の第2の核のシグナルの強度も第1の核のラーモア周波数で振動していることになる。そのため、第2の核のシグナルの強度をフーリエ変換すると、第1の核のラーモア周波数を取り出すことができる。これにより相互作用している2つの核の情報を取り出すのが2次元NMRである。

## 核磁気共鳴分光法
核磁気共鳴分光法では、被観測原子のラーモア周波数が同位体種と外部静磁場の強さでほぼ決まるが、同一同位体種の原子核でも試料中での各原子の磁気的環境によってわずかに異なり、そこから分子構造などについての情報が得られる。ひとつのNMRスペクトルで観測される周波数範囲は比較的狭く、一種類の同位体原子だけの試料中での状態を反映したものになる。つまりNMRは同位体種に選択的な測定法である。
分光法なので得られるデータは横軸が周波数で縦軸が強度のスペクトルとなる。しかし、ある原子の共鳴周波数は外部静磁場の強さに比例して変わり、その被観測原子固有の性質とはならない。だが、
(被観測原子のラーモア周波数−基準周波数)/(磁気回転比×外部静磁場強度)
で定義される化学シフトは被観測原子固有の値となるので、NMRスペクトルの横軸は化学シフトで表すのが一般的である。共鳴位置に現れるピークのことを単にピーク (peak) またはシグナル、信号 (signal) と呼ぶ。
主に対象となる原子は水素または炭素（天然に豊富に存在するがNMR不活性な12Cではなく核スピンを有する同位体13Cを測定する）であり、これらについては膨大な資料が存在する。水素原子を対象とするものを1H NMR（プロトンNMR）、炭素原子を対象とするものを13C NMRと呼ぶ。他にそれ以外の元素についても核スピンを持ちさえすれば原理的には測定可能であり、現代の有機化学では最も多用される分析手法の一つである。有機化合物の同定や構造決定に極めて有用である。また、単結晶X線回折と並んで構造生物学のための強力な武器である。測定する核種の磁気回転比や天然存在比、電気四極子モーメント等の違いで感度や線幅が異なる。